# رزرواسیون اینترنتی هتل
سامانه‌های رزرواسیون اینترنتی هتل‌ها وظیفهٔ اتصال مسافران به هتل‌ها را جهت رزرو اقامت فراهم می‌آورند. سامانه‌های رزرواسیون اینترنتی هتل در ایران در نیمهٔ دوم دههٔ ۸۰ شمسی راه اندازی شدند و تعداد آنها هم از انگشتان دست فراتر نمی‌رفت. رفته رفته و با ارائه تخفیف‌های مناسب و دسترسی مسافران به این درگاه‌های اینترنتی استقبال دفاتر مسافرتی و شرکت‌ها از این سامانه‌ها افزایش پیدا کرد به‌طوری که تقریباً به ازای هر ۱۰۰ آژانس مسافرتی در ایران تقریباً یک سامانه موجود می‌باشد.

### نحوه کار سامانه سامانه رزرواسیون
شرکت های فعال در این زمینه از یک طرف با هتل ها در شهرها و یا کشورهای مختلف در ارتباط هستند و از طرف دیگر در ارتباط مستقیم با مسافران می باشند. از زمانی که یک رزرو آنلاین توسط مسافر در سامانه شرکت ها ثبت می گردد، کارشناسان رزرواسیون موظف می شوند تا به منظور اطمینان از ظرفیت خالی اتاق مورد نظر با کارشناسان رزرواسیون هتل مورد نظر ارتباط برقرار نمایند و سپس نسبت به قبول و یا رد درخواست مسافر در سامانه اقدام نمایند.